# Martin Brundle
Martin John Brundle (King's Lynn, Norfolk, Inglaterra, Reino Unido; 1 de junio de 1959) es un expiloto de Fórmula 1 británico. Tras consagrarse campeón mundial de deportes automovilísticos en 1988, ganó la carrera de las 24 Horas de Le Mans en 1990 para Jaguar. Se le conoce principalmente porque fue uno de los principales rivales de Ayrton Senna en Fórmula 3 británica.
Su carrera en Fórmula 1 comenzó con Tyrrell en 1984, escudería con la que terminó segundo en Detroit; sin embargo, en el Gran Premio de los Estados Unidos de 1984, se rompió los tobillos durante una práctica. Tyrrell fue descalificada del campeonato mundial de ese año por una violación técnica. Desde 1997, Brundle es comentarista de Fórmula 1 en la televisión británica.

## Inicios difíciles
En la Fórmula 3 británica se enfrentó a un desconocido de casco amarillo con quien entabló una reñida lucha hasta el final. El Ralt-Toyota de Ayrton Senna se impuso finalmente y Martin tuvo que conformarse con el subcampeonato. Eso le permitió, en cualquier caso, adentrarse en la Fórmula 1 en 1984, de la mano de Tyrrell. Un comienzo nada fácil: todos sus resultados fueron cancelados ante la descalificación del equipo Tyrrell por infracción del reglamento técnico. De nada sirvió su fantástico debut en Río de Janeiro, en 1984 o su segundo lugar en Detroit. Las cosas no mejoraron en Dallas, donde sufrió un terrible accidente que le fracturó los tobillos en los entrenamientos. De nada le sirvió permanecer fiel a Tyrrell dos años más: la poca competitividad del monoplaza solo le permitía llegar, como mucho, entre los diez primeros. En Brands Hatch, en 1986, pudo subir al quinto lugar. Solo en la última participación para Tyrrell, en el Gran Premio de Australia de ese mismo año, en Adelaida, logró el cuarto lugar.
Fichar por Zakspeed no fue una buena idea: los dos puntos que sumó en 1987 fueron los únicos que logró el equipo en toda su corta historia (136 carreras, entre 1985 y 1989).
La temporada de 1988 se alejó de la Fórmula 1 para centrarse en campeonatos paralelos. Ahí sí que pudo hacerse llamar campeón, con su título en las Sportscar. Ese año, Frank Williams le llamó para suplir a Nigel Mansell en el Gran Premio de Bélgica. Un decente séptimo puesto le hizo retomar la competición en Fórmula 1 al año siguiente; seguía estando en forma.
En el estreno de Albert Park como pista del mundial de Fórmula 1 en 1996, el Jordan de Martin Brundle salía literalmente volando, partiéndose por la mitad instantes después. Hacía doce años que había entrado en la Fórmula 1, y quizá era el momento de no tentar más a la suerte. Ese mismo año se retiró del mundial de Fórmula 1. Atrás dejó 165 carreras y ninguna victoria. ¿Estamos ante un piloto fracasado?, quizá una fuerza divina es la que impide que ciertos valientes saboreen las mieles del triunfo para, por otro lado, poder hacernos disfrutar con sus carreras deportivas inusualmente extrañas y románticas. Este es el caso perfecto.
La única gran victoria que Martin ha logrado fue a los mandos de un Jaguar XJR-12 en 1990, en la mítica 24 Horas de Le Mans. Pero también pudo disfrutar de otros triunfos en otras categorías, como el campeonato Sportscar de 1988.

## Ganando fuera de la Fórmula 1
El final de los años 80 pasó sin pena ni gloria en MRD (Motor Racing Developments). Incluso parecía disfrutar más fuera de la Fórmula 1, como en Le Mans (donde ganó en 1990), en los Sport Prototipos o la American IROC (donde consiguió la primera y única victoria de un inglés en esta categoría, en el trazado temporal del aeropuerto de Lakefront).
La pista de Kyalami, en 1992, le vio unirse a Benetton en Fórmula 1. Al final llegaron los resultados: pisaba el podio con mucha frecuencia: cinco veces en esta temporada, y otros resultados nada desdeñables, como tres cuartos puestos y dos quintos. La victoria, sin embargo, aún se le escapaba. Martin pudo, en cualquier caso, demostrar que podía puntuar con regularidad, tratando de demostrar su solidez al volante. Al año siguiente, en Canadá, pudo haber batido a Gerhard Berger y a Michael Schumacher, pero la transmisión de su Ligier falló, privándole de una victoria merecida. Nunca más estaría tan cerca, a pesar de haber pasado por McLaren y, de nuevo, por Jordan y Ligier.
Nueve podios y casi cien puntos es la cosecha de este inglés que nunca se rindió. Su sexto lugar en el campeonato de 1992 sabe a poco, pero las experiencias sobre la pista (y fuera de ella) le engancharon a este deporte; así que se hizo comentarista para televisión, profesión en la que ha seguido ganándose el reconocimiento del público. Su trabajo en la alta competición también continuó con el asesoramiento a pilotos, como David Coulthard, del que era representante.
La adicción a la gasolina le ha hecho volver a Le Mans repetidas veces, aunque nunca pudo repetir el éxito de 1990. Los asfaltos de diversas competiciones automovilísticas le han visto saciar su sed de velocidad, más por diversión que por necesidad económica.

## Resultados

### Fórmula 1
(Clave) (negrita indica pole position) (cursiva indica vuelta rápida)

| Año     | Escudería                   | 1       | 2       | 3       | 4       | 5       | 6        | 7        | 8       | 9       | 10      | 11      | 12      | 13      | 14      | 15      | 16      | 17      | Pos. | Puntos |
| ------- | --------------------------- | ------- | ------- | ------- | ------- | ------- | -------- | -------- | ------- | ------- | ------- | ------- | ------- | ------- | ------- | ------- | ------- | ------- | ---- | ------ |
| 1984    | Tyrrell Racing Organisation | BRA DSQ | RSA DSQ | BEL DSQ | SMR DSQ | FRA DSQ | MON DNQ  | CAN DSQ  | USE DSQ | USA DNQ | GBR     | GER     | AUT     | NED     | ITA     | EUR     | POR     |         | NC   | 0      |
| 1985    | Tyrrell Racing Organisation | BRA 8   | POR Ret | SMR 9   | MON 10  | CAN 12  | USE Ret  | FRA Ret  | GBR 7   | GER 10  | AUT DNQ | NED 7   | ITA 8   | BEL 13  | EUR Ret | RSA 7   | AUS NC  |         | NC   | 0      |
| 1986    | Data General Team Tyrrell   | BRA 5   | ESP Ret | SMR 8   | MON Ret | BEL Ret | CAN 9    | USE Ret  | FRA 10  | GBR 5   | GER Ret | HUN 6   | AUT Ret | ITA 10  | POR Ret | MEX 11  | AUS 4   |         | 11.º | 8      |
| 1987    | West Zakspeed Racing        | BRA Ret | SMR 5   | BEL Ret | MON 7   | USE Ret | FRA Ret  | GBR NC   | GER NC  | HUN Ret | AUT DSQ | ITA Ret | POR Ret | ESP 11  | MEX Ret | JPN Ret | AUS Ret |         | 18.º | 2      |
| 1988    | Canon Williams Team         | BRA     | SMR     | MON     | MEX     | CAN     | USE      | FRA      | GBR     | GER     | HUN     | BEL 7   | ITA     | POR     | ESP     | JPN     | AUS     |         | NC   | 0      |
| 1989    | Motor Racing Developments   | BRA Ret | SMR Ret | MON 6   | MEX 9   | USA Ret | CAN DNPQ | FRA DNPQ | GBR Ret | GER 8   | HUN 12  | BEL Ret | ITA 6   | POR 8   | ESP Ret | JPN 5   | AUS Ret |         | 20.º | 4      |
| 1991    | Motor Racing Developments   | USA 11  | BRA 12  | SMR 11  | MON EX  | CAN Ret | MEX Ret  | FRA Ret  | GBR Ret | GER 11  | HUN Ret | BEL 9   | ITA 13  | POR 12  | ESP 10  | JPN 5   | AUS DNQ |         | 15.º | 2      |
| 1992    | Camel Benetton Ford         | RSA Ret | MEX Ret | BRA Ret | ESP Ret | SMR 4   | MON 5    | CAN Ret  | FRA 3   | GBR 3   | GER 4   | HUN 5   | BEL 4   | ITA 2   | POR 4   | JPN 3   | AUS 3   |         | 6.º  | 38     |
| 1993    | Ligier Gitanes Blondes      | RSA Ret | BRA Ret | EUR Ret | SMR 3   | ESP Ret | MON 6    | CAN 5    | FRA 5   | GBR 14† | GER 8   | HUN 5   | BEL 7   | ITA Ret | POR 6   | JPN 9†  | AUS 6   |         | 7.º  | 13     |
| 1994    | Marlboro McLaren Peugeot    | BRA Ret | PAC Ret | SMR 8   | MON 2   | ESP 11† | CAN Ret  | FRA Ret  | GBR Ret | GER Ret | HUN 4†  | BEL Ret | ITA 5   | POR 6   | EUR Ret | JPN Ret | AUS 3   |         | 7.º  | 16     |
| 1995    | Ligier Gitanes Blondes      | BRA     | ARG     | SMR     | ESP 9   | MON Ret | CAN 10†  | FRA 4    | GBR Ret | GER     | HUN Ret | BEL 3   | ITA Ret | POR 8   | EUR 7   | PAC     | JPN     | AUS Ret | 13.º | 7      |
| 1996    | B&H Total Jordan Peugeot    | AUS Ret | BRA 12† |         |         |         |          |          |         |         |         |         |         |         |         |         |         |         | 11.º | 8      |
| 1996    | Total Jordan Peugeot        |         |         | ARG Ret | EUR 6   | SMR Ret | MON Ret  | ESP Ret  | CAN 6   | FRA 8   | GBR 6   | GER 10  | HUN Ret | BEL Ret | ITA 4   | POR 9   | JPN 5   |         | 11.º | 8      |
| Fuente: |                             |         |         |         |         |         |          |          |         |         |         |         |         |         |         |         |         |         |      |        |